# Wojciech Malicki
Wojciech Malicki (ur. 1971) — dziennikarz, autor książek.
Z wykształcenia prawnik (Uniwersytet Marii Curie-Skłodowskiej).
Karierę dziennikarską rozpoczął w ok. 1991 r. jako reporter w „Dzienniku Obywatelskim A-Z”. Następnie pracował w „Gazecie Wyborczej”, „Nowinach” (publikacje w 1992–1993) i „Tygodnika Nadwiślańskiego” (1994–2003), gdzie przez jakiś czas był zastępcą redaktora naczelnego. Przez kilka lat był stałym współpracownikiem „Prawa i Życia” i krakowskiego „Tempa”. W 2003/4 wrócił do podkarpackich „Nowin”, gdzie pracował do 2010/11 (m.in. jako publicysta i reporter śledczy).
Współzałożyciel i pierwszy przewodniczący Związku Zawodowego Dziennikarzy i Pracowników Mediów Regionalnych (od 2009 do ok. 2010).
Autor kilku tysięcy tekstów, które publikował także w: „Polityce”, „Rzeczpospolitej”, „Angorze” (liczne przedruki), „Expressie Wieczornym”, „Super Expressie”, „Dzienniku Polskim”, „Super Nowościach”, „Wspólnocie”, „Dzienniku Wschodnim”, „Gazecie Współczesnej”, „Głosie Pomorza”, „Słowie”, „Przyjaciółce”, „Odkrywcy”, „Echu Dnia”.
Zdobywca nagród w konkursach dziennikarskich, m.in.: Obywatel Reporter (2001 i 2002), Podkarpacki Dziennikarz Roku 2002, laureat Konkursu Nagrody SDP (2003, 2004, 2008), Konkursie Prasowym im. Jana Stepka (2008) i konkursie Onet.pl „CzłoWWWiek na główną stronę” (2008).
W 2010 został doradcą ds. kontaktów z mediami prezydenta Tarnobrzega, a w 2011–2014 był dyrektorem kancelarii i rzecznikiem prasowym.
Był zastępcą przewodniczącego rady nadzorczej Kopalni Siarki "Machów" w latach 2012–2014.
W 2013 odznaczony Brązowym Medalem za Długoletnią Służbę.

## Publikacje
- Byłem królem. Wspomnienia Grzegorza Lato (1994, gazetowiec)[34][35]
- Wywiady Adama Bienia (2000 — współautor) — ISBN 83-88006-63-0[36][37]
- Szlakiem cudów Podkarpacia (2011 — współautor) — ISBN 978-83-60322-35-2[38][39][40], reedycja w 2018[41]
- Tajemnice Małego Wawelu (2015) — ISBN 978-83-942609-0-3[42][43][44]
- Tajemnice Małego Wawelu (2016 — wydanie II rozszerzone) — ISBN 978-83-946178-0-6[45][46]
- Rozwód — Poradnik dla Mężczyzn (2021) ISBN 978-83-963223-0-2[47][48]